# Mycetia
Mycetia es un género con 48 especies de plantas con flores perteneciente a la familia Rubiaceae.

## Descripción
Son pequeños arbustos, inermes, por lo general bastantes suculentos, a menudo la corteza amarillo paja a casi blanca, suave. Rafidios presentar. Hojas opuestas, algo asimétricas o encorvadas, estípulas persistentes  o caducas, interpeciolares, triangulares. Las inflorescencias terminales, pseudo axilares, caulinares, o tal vez a veces axilar, cimosa a paniculiforme o subcapitada, con varias a muchas flores.  Corola de color amarillo o blanco, tubular, de embudo, o en forma de la campana, a veces gibosa en la base, dentro glabra o generalmente pubescente. Fruto de color blanco o marrón  capsular dehiscente y tal vez irregular, correoso para carnoso o esponjoso, subgloboso, semillas numerosas, pequeñas, en ángulo, con testa algo granular.

## Distribución
Se distribuye por Asia tropical y subtropical; con 15 especies (diez endémicas) en China.

## Taxonomía
El género fue descrito por Caspar Georg Carl Reinwardt y publicado en Sylloge Plantarum Novarum 2: 9. 1828[1825]. La especie tipo es: Mycetia cauliflora Reinw. 

## Especies seleccionadas
- Mycetia acuminata
- Mycetia angustifolia
- Mycetia anlongensis
- Mycetia balansae
- Mycetia brachybotrys
- Mycetia bracteata
- Mycetia brevipes